# Piski
Ezt a nevet 1900-ig a mai Ópiski viselte!
Piski, 1890 és 1900 között Piskitelep, 1890-ig Piski vasúti telep (románul Simeria) város Romániában, Erdélyben, Hunyad megyében, Dévától 8 km-re délkeletre a Maros bal partján.

## Története
1866-ban szentesi, hódmezővásárhelyi és csongrádi kubikusok munkájával kiépült az ún. déli vasút (Első Erdélyi Vasút) Dévától idáig tartó szakasza. Ekkor épült a későbbi település első épülete, a ma is álló állomás. Eleve vasúti csomópontnak szánták. 1868-ban nyitották meg a vasutat a forgalom előtt. 1869-ben megkezdték a vasúti műhelyek építését és felépítették a tizenhat házból álló ún. Kis Kolóniát (a mai Str. Aurel Vlaicu). 1870-ben adták át a Petrozsényig vezető vasútvonalat, amely jelentőségét a zsil-völgyi szénbányászat fellendülésének köszönhette. 1883-ra elkészült a vajdahunyadi szárnyvonal is.
Az új település Ópiski és Sárfalva községek területén, a Barcsay és a Csáky család földjein jött létre. Lakóinak többsége a második világháborúig a vasútnál, a vasúti műhelyekben és a rendezőpályaudvaron dolgozott. Zömük kezdetben német, cseh és olasz anyanyelvű volt, később az első lakosok elmagyarosodásával és újak beáramlásával túlnyomóan magyar többségűvé vált. (A vasúttársasági iskola német tannyelvét 1875-ben váltották föl magyarral.) 1873-ban emeletes házakból megépült az ún. Nagy Kolónia. Kereskedők is beköltöztek, kertes házakból utcasorok jöttek létre. 1869-től hetipiacot tartott. 1874-ben Dédácshoz csatolták, majd 1890-ben Piskitelep néven kisközséggé szervezték.
1884-ben államosították a vasutat, ami új lendületet adott a helység fejlődésének. Továbbfejlesztették a javítóműhelyet, kis altiszti lakótelepet építettek. 1885-ben gyógyszertár nyílt benne. 1886-ban megszervezték a római katolikus plébániát. 1887-ben itt építtetett magának nyaralót Lönhart Ferenc erdélyi püspök, akit 1898-ban itt is temettek el. 1886-ban iparosiskola létesült, 1911-ben pedig átadták a helyi kórházat.1900-ban az addigi Piskitelep megkapta Piski nevét, Piskit pedig Ópiskivé nevezték át.
A vasutasok 1920-ban sztrájkba léptek a román hatalom ellen. Ezután lakosságának többsége hamar lecserélődött, a magyar vasúti alkalmazottakat románok váltották fel. 1925-ben hozzácsatolták Dédácsot, amelyet az 1928 után az Ocskay-birtokból kisajátított területen kialakított száz új házhely fizikailag is összekötött a településsel. 1926–1930-ban átmenetileg járási központ is volt. 1933-ban utcai tüntetések zajlottak le az elektromos áram magas ára miatt. 1940-ben lakói közül 4800 volt munkás és iparos, 300 hivatalnok, 250 magánzó, 160 paraszt és négy szabad értelmiségi. Egy brit–amerikai légitámadás során 1944. június 2-án 150 bombát dobtak le rá. Hét helybeli meghalt, a vasúti szerelőműhely és a pályatest egy szakasza megsemmisült. Egyoldalú közlekedési csomópont jellege a II. világháború után szűnt meg, amikor megalapították a ma (2008) 540 főt foglalkoztató márványfeldolgozó üzemének elődjét. 1952-ben várossá nyilvánították. 1953-től líceum működött benne. 1955–56-ban újabb háromszáz házhelyet osztottak ki a munkásoknak az egykori Ocskay-birtok területén. 1962 és 1992 között új blokkházas negyed épült a régi telep és Dédács között.

## Népessége
- 1910-ben 3099 lakosából 2810 volt magyar, 133 román, 126 német és 20 szlovák anyanyelvű; 1863 római katolikus, 770 református, 159 evangélikus, 129 ortodox, 99 zsidó, 50 görögkatolikus és 29 unitárius vallású.
- 2002-ben 11 354 lakosából 10 786 volt román, 395 magyar, 84 német és 66 cigány nemzetiségű; 9613 ortodox, 687 pünkösdista, 268 római katolikus, 262 református, 181 baptista és 129 görögkatolikus vallású.

## Látnivalók
- A dédácsi botanikus kert, ahol Kazinczy Ferenc látogatásának emlékoszlop állít emléket.
- A római katolikus templom 1886-ban épült, majd 1904-ben kibővítették. A templomban nyugszik Lönhart Ferenc erdélyi püspök.
- A református templom Alpár Ignác tervei szerint épült 1890-ben.

## Híres emberek
- Itt született 1890. november 22-én Feketehalmy-Czeydner Ferenc magyar katonatiszt, az újvidéki vérengzés szervezője.
- Itt született 1892. november 14-én Dajbukát Ilona színésznő.
- Itt született 1902. január 24-én Pongrácz Tibor kisgazda politikus.
- Itt született 1902. augusztus 7-én Rudolf (Hermann) Eisenmenger osztrák festő.
- Itt született 1908. május 17-én Sigismund Toduță zeneszerző.
- Itt született 1928-ban Balázs Kőrösi Ibolya romániai magyar textilművész, batikművész, Balázs Péter felesége.
- Itt töltötte gyermekkorát Nagy Töhötöm jezsuita szerzetes.
- Itt született 1932. szeptember 13-án Terner Zoltán román–izraeli filmrendező és író.

## Oktatás
- Anghel Saligny Vasútközlekedési Technikum (1974 óta)
- Waldorf Líceum (az egykori Dédács területén)

## Képek

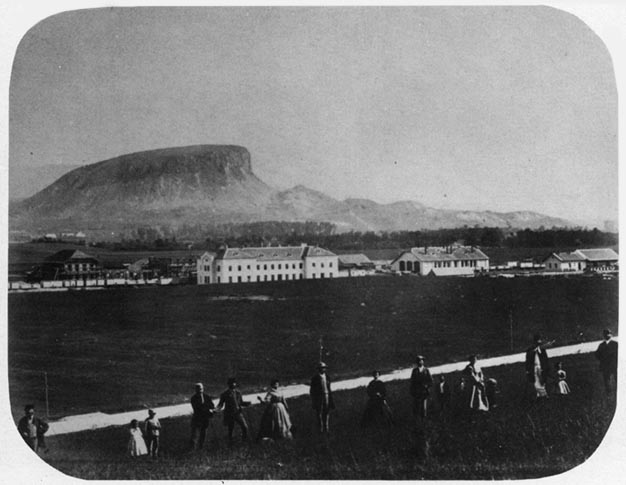
A piskitelepi vasútállomás 1870-ben (háttérben a Kenyér-hegy)
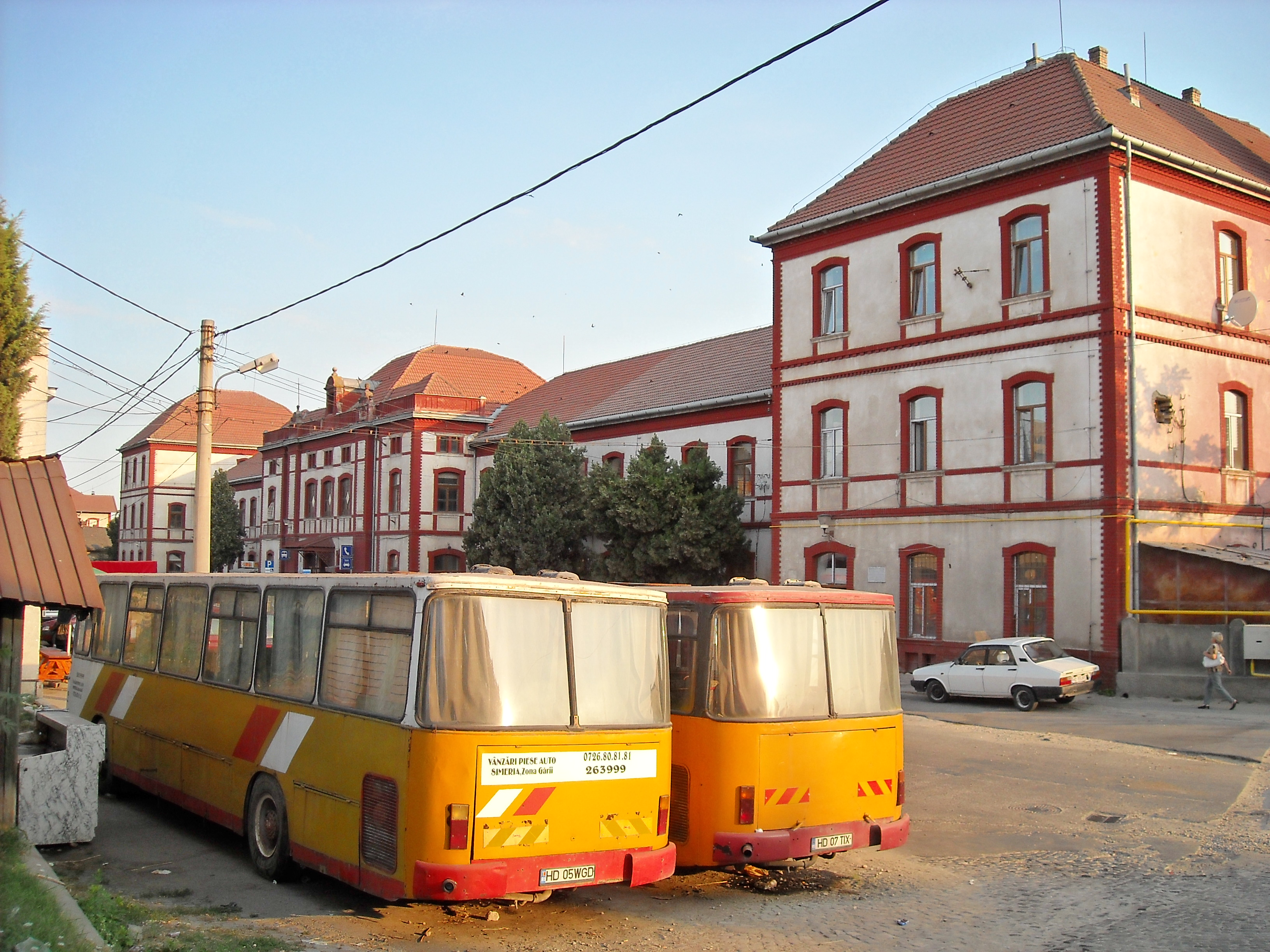
A piski vasútállomás 2008-ban (1866-ban épült)
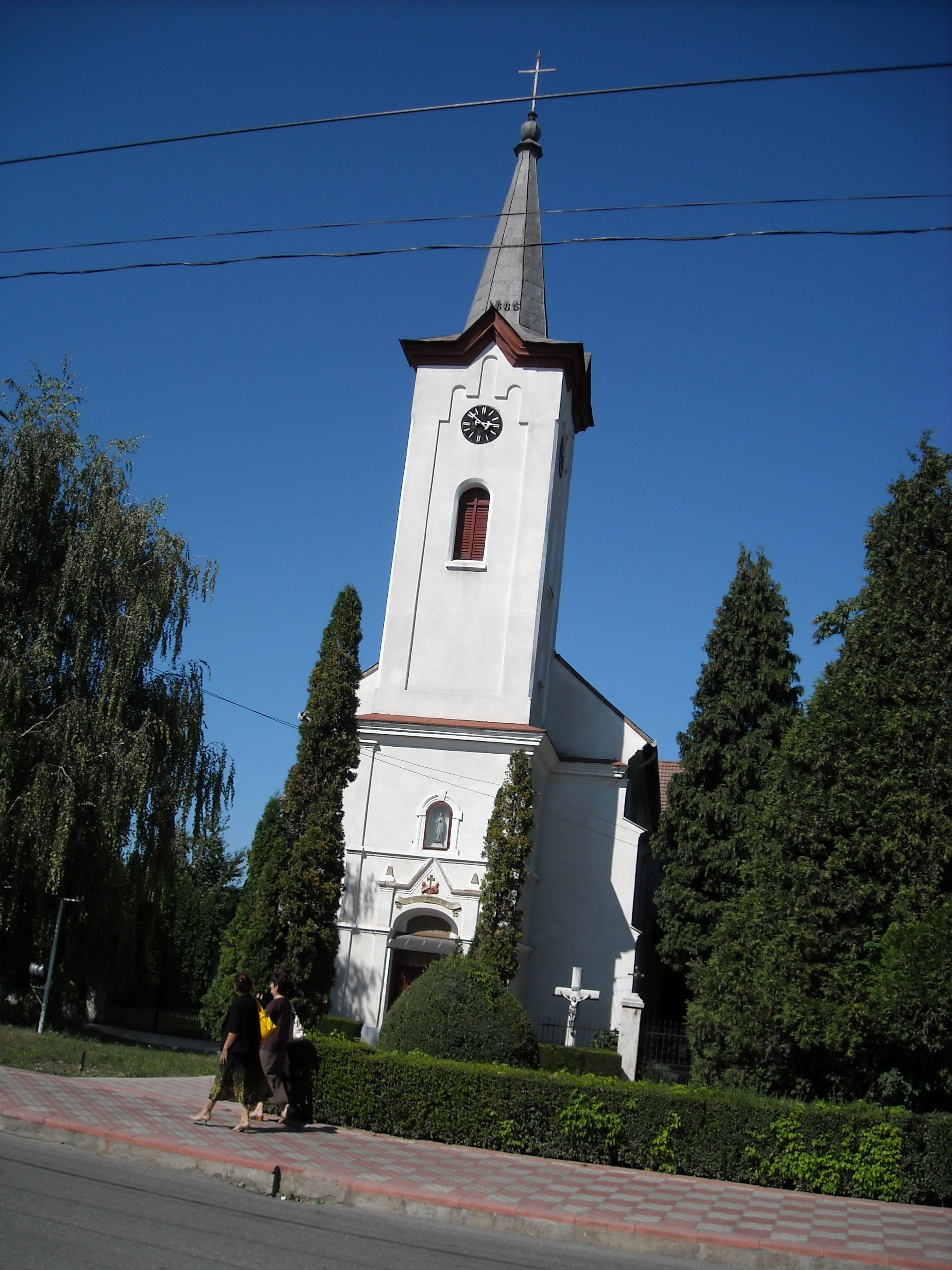
A római katolikus templom
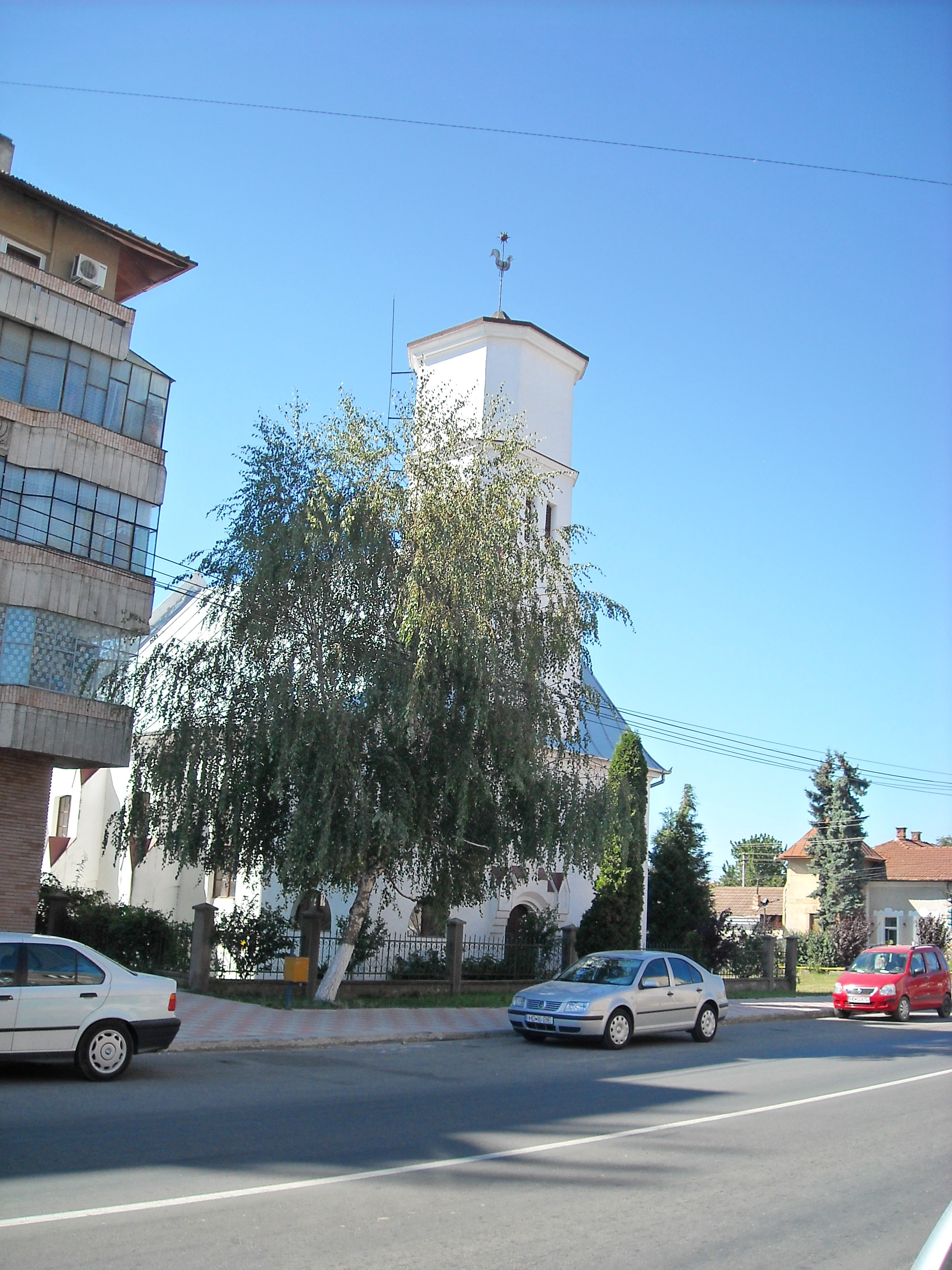
A református templom
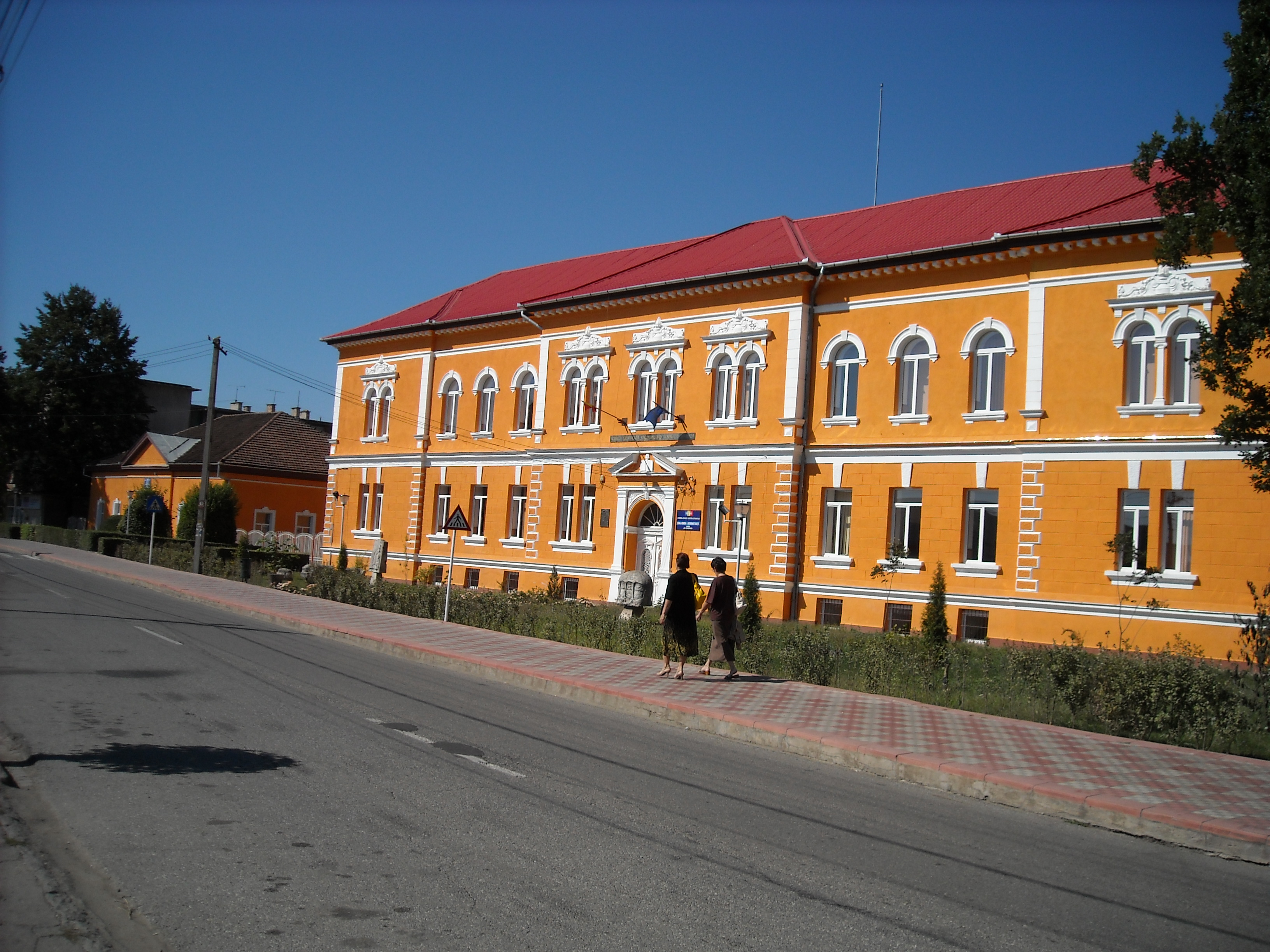
A Sigismund Toduță Általános Iskola, mellette az óvoda épülete
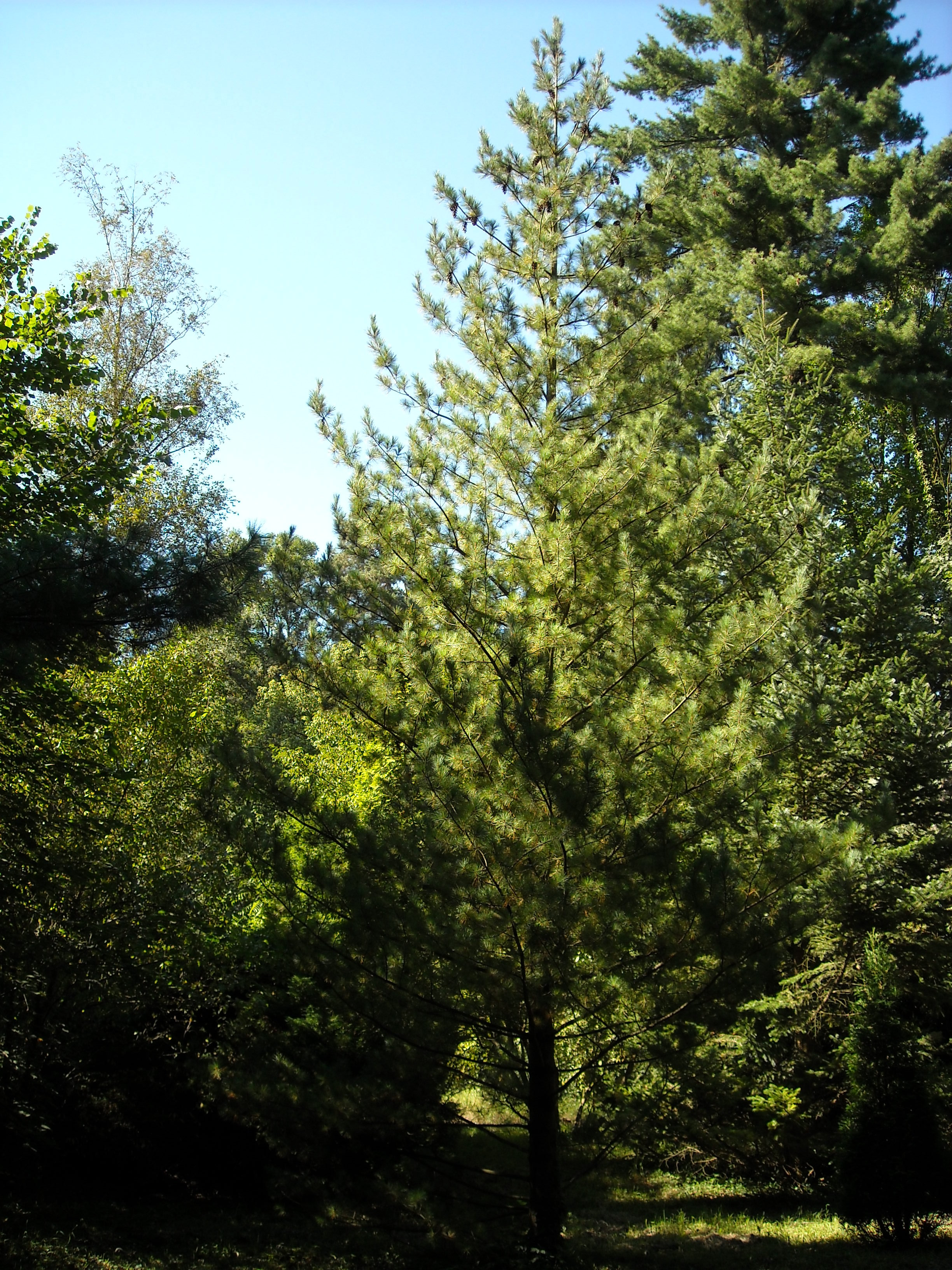
Balkáni selyemfenyő a dédácsi arborétumban